# Havířský vrch
Havířský vrch (341 m n. m.) je vrch v okrese Česká Lípa Libereckého kraje. Leží asi 2,5 km ssv. od města Doksy na příslušném katastrálním území.

## Popis vrchu

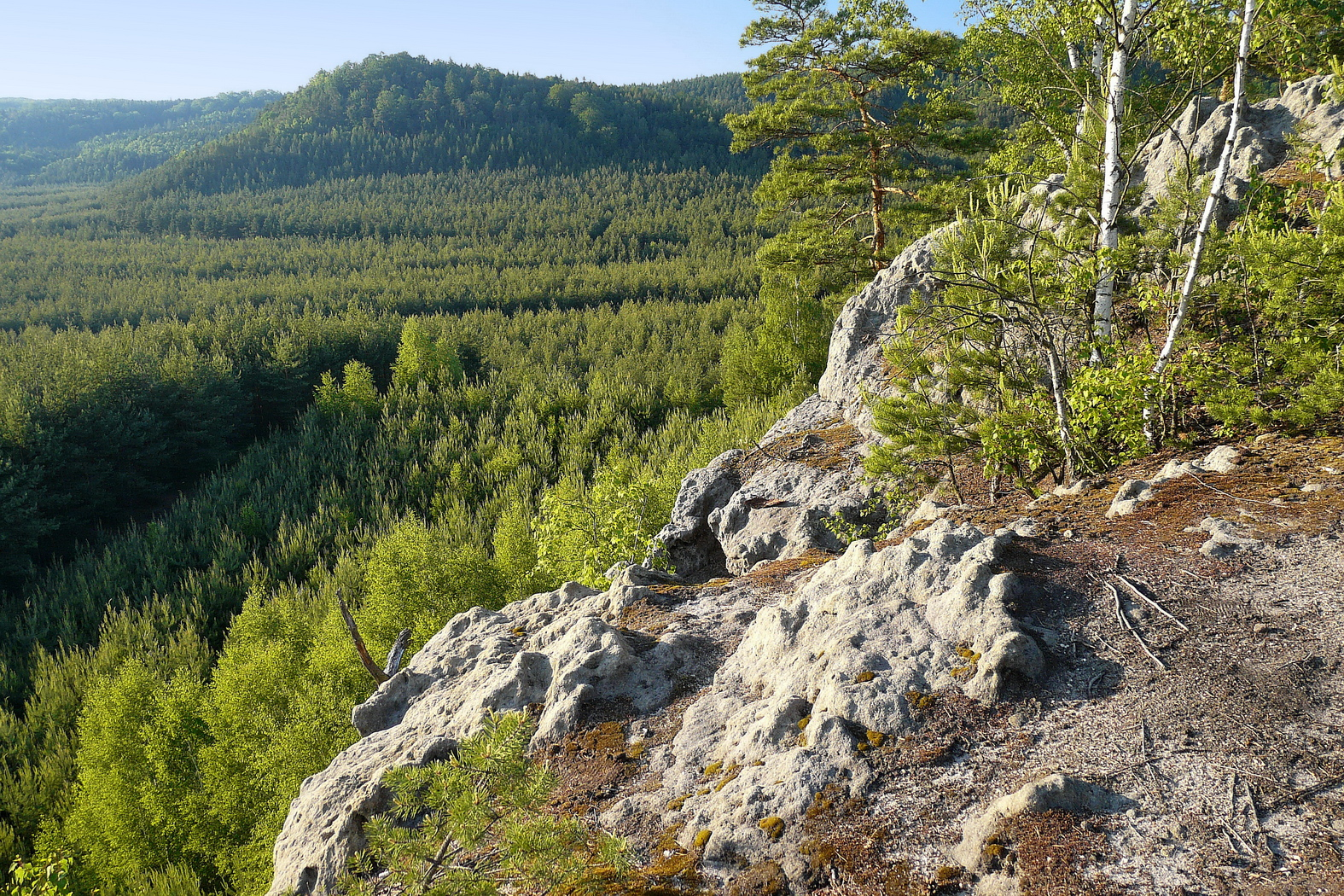
Pískovce na vrchu, vzadu Malý Borný

Vrch přiléhá k těsnější skupině vyvýšenin na severovýchodním břehu Máchova jezera, kam patří vrchy Borný, Malý Borný a další bezejmenné vyvýšeniny a pískovcové skály (Čihadlo, Holubí skála). Z různých míst na skalních stěnách jsou výhledy na blízké vrchy, část Máchova jezera, vyvýšenou plošinu Hradčanské pahorkatiny, Polomené hory, Bezdězskou vrchovinu.

## Geomorfologické zařazení
Vrch náleží do celku Ralská pahorkatina, podcelku Dokeská pahorkatina, okrsku Jestřebská kotlina, podokrsku Okenská pahorkatina.

## Přístup
Automobil je možno zanechat nejblíže u silnice Doksy – Staré Splavy nebo v kempech u Máchova jezera. Pěšky se dá dostat na vrch odbočením ze zelené turistické trasy (Doksy - Staré Splavy - park.) vedoucí společně s Naučnou stezkou Se Čtyřlístkem okolo Blaťáku.